# Kostkowo (Pommeren)
Kostkowo is een plaats in het Poolse district  Wejherowski, woiwodschap Pommeren. De plaats maakt deel uit van de gemeente Gniewino en telt 303 inwoners.